# Hàng không năm 1906
Đây là danh sách các sự kiện hàng không nổi bật xảy ra trong năm 1906:

## Các sự kiện
- Chiếc Bleriot V thực hiện chuyến bay lần đầu tiên.

### Tháng 1
- 17 tháng 1 - Zeppelin LZ 2 (đã phải hạ cánh khẩn cấp và sau đó đã bị phá hủy vì gió lớn vào ngày hôm sau).

### Tháng 3
- 18 tháng 3, Traian Vuia đã bay trên chiếc "Vuia 1" có động cơ không có gió ngược hay máy bay phóng giúp cất cánh. Không phải được phóng ra từ một độ cao.

### Tháng 9
- 7 tháng 9 - Alberto Santos-Dumont bay trên chiếc máy bay của anh ta có tên gọi 14-bis ở Bagatelle, Pháp, đây là lần đầu tiên chuyến bay thành công.
- 30 tháng 9 - Cúp khí cầu Gordon Bennett lần đầu đuọwc diễn ra. Nó được trao cho sĩ quan Frank Lahm của Quân đội Hoa Kỳ, người đã bay 647 km (402 miles) trên chiếc khí cầu Hoa Kỳ.

### Tháng 10
- 9 tháng 9 - Zeppelin LZ 3 bay lần đầu tiên.
- 23 tháng 10 - Alberto Santos-Dumont đã chiến thắng ở Giải Archdeacon, khi anh ta bay trên chiếc máy bay 14-bis ở Bagatelle, Pháp, với khoảng cách 60 m (197 ft).

### Tháng 11
- 13 tháng 11 - Alberto Santos-Dumont bay trên chiếc 14-bis tại Bagatelle, Pháp, với khoảng cách là 722 feet trong 21 giây. Được ghi nhận như chuyến bay đầu tiên (chính thức được quan sát) được thực hiện trên thế giới.